# 祖博瓦波利亞納區

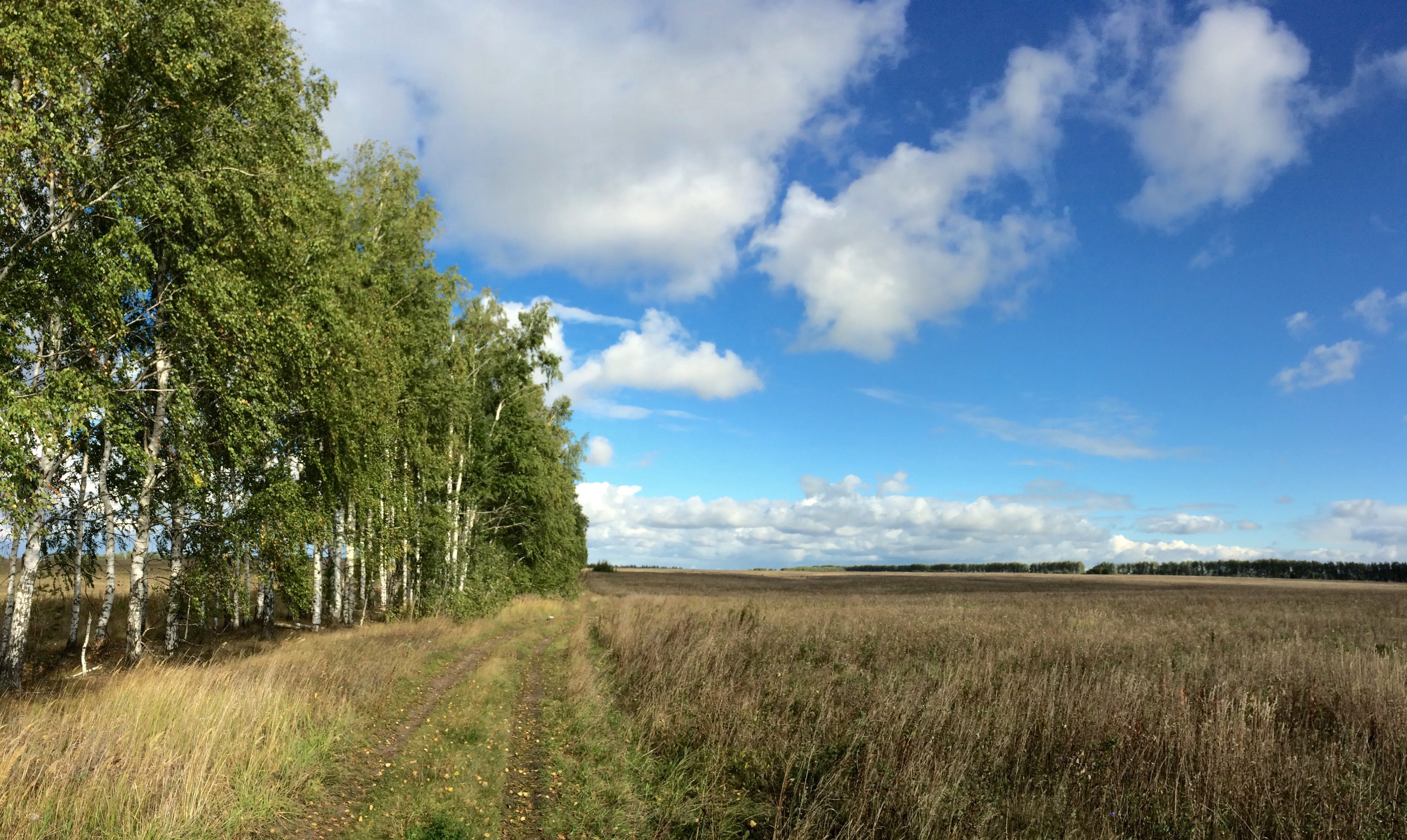

54°05′N 42°49′E / 54.083°N 42.817°E
祖博瓦波利亞納區（俄语：Зубово-Полянский район），是俄羅斯的一個區，位於該國西部，由莫爾多維亞共和國負責管轄，面積2,710平方公里，2010年人口59,256，人口密度每平方公里21.87人。